# Цикл Отто

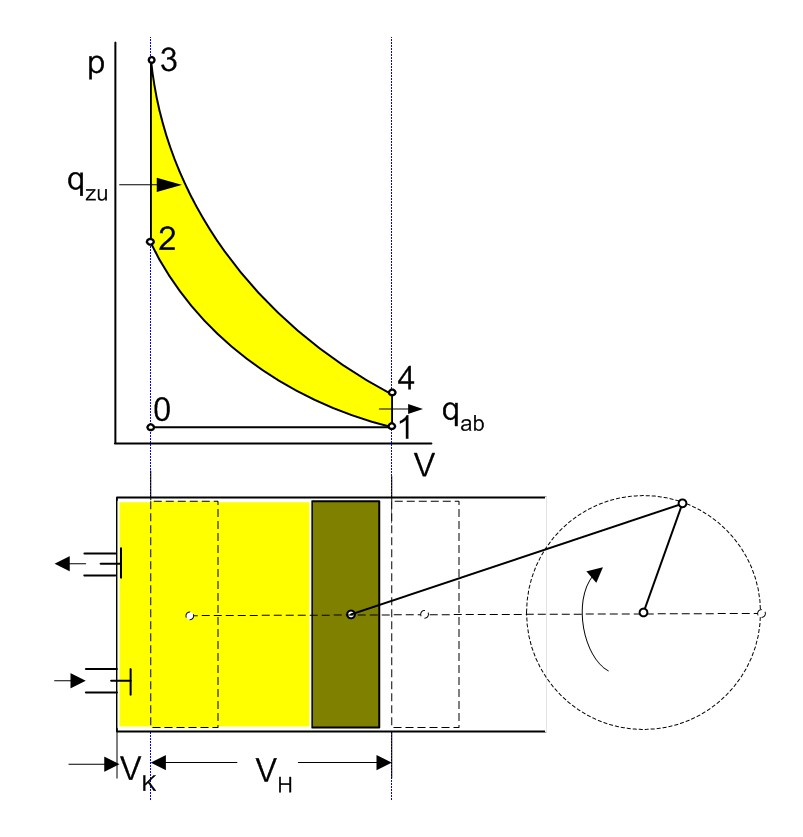
PV-діаграма циклу Отто та її зв'язок із положеннями поршня

Цикл О́тто (англ. Otto cycle) — ідеалізований термодинамічний цикл, на якому ґрунтується робота чотиритактного двигуна внутрішнього згорання поршневого типу. Цикл складається із двох адіабатичних та двох ізохоричних процесів.
Максимальний коефіцієнт корисної дії циклу Отто визначається формулою: 
{\displaystyle \eta =1-(1/r^{(1-\gamma )})},
де r — ступінь стиску;
{\displaystyle \gamma =c_{P}/c_{V}} — показник адіабати ({\displaystyle c_{P}} та {\displaystyle c_{V}} — теплоємності газу при постійному тиску й при постійній температурі, відповідно).

## Ніколаус Отто та двигун внутрішнього згорання
Ніколаус Август Отто був німецьким винахідником, що у 1876 році створив перший чотиритактний двигун внутрішнього згоряння, прототип сотень мільйонів двигунів, побудованих відтоді.
Двигун Отто використовувався піонерами автобудування Готлібом Даймлером і Карлом Бенцом. Перший автомобіль Роял Даймлер мав потужність 6 кінських сил і був поставлений принцу Уельскому.
Двигун внутрішнього згоряння — різнобічний апарат: він використовується для моторних човнів і мотоциклів; у нього багато застосувань у промисловості; і він був життєво необхідним елементом при винаході аероплана. До польоту першого реактивного літака в 1939 році фактично всі літальні апарати були споряджені двигунами внутрішнього згоряння, що працювали за принципом Отто. Але набагато важливішим застосуванням двигуна внутрішнього згоряння є його використання, як рушійну силу автомобілів .